# Heinkel He 46
Le Heinkel He 46 était un monoplan allemand à aile parasol conçu durant l'entre-deux-guerres pour des missions de reconnaissances avancées et de liaison. Servant peu de temps en première ligne durant les premiers mois de la Seconde Guerre mondiale, cet appareil continua à être utilisé jusqu'en 1943 pour des bombardements de harcèlement nocturnes.

## Histoire
Le début des années 1930 fut marqué par la forte croissance de l'armée allemande. Le ministère de l'Air allemand (RLM) recherchait des appareils pouvant être construits rapidement et devant permettre d'équiper la jeune Luftwaffe pour entraîner ses pilotes. L'industriel et ingénieur allemand Ernst Heinkel conçut un grand nombre de ces avions. Le He 46 fut donc créé pour la Luftwaffe pour des missions de reconnaissance et de liaison.

## Développement
Conçu en 1931, parallèlement au He 45, le premier He 46 conserve la même configuration de sesquiplan en structure mixte, l'avant étant en métal et l'arrière en bois recouvert de toile. L'aile supérieure est avancée de 10° par rapport à la petite aile inférieure et le stabilisateur horizontal est monté haut sur la dérive. Le train d'atterrissage est fixe et la roulette de queue est remplacée par un patin. Le premier prototype He 46a vole pour la première fois fin 1931, ses capacités en vol se révélant bonnes. Néanmoins, le design général de l'appareil doit être revu. Pour cela, l'aile inférieure est supprimée tandis que la surface de l'aile restante est augmentée de 22 %, transformant le sesquiplan He 46 en monoplan à aile parasol. Un moteur Bramo SAM 22 B de 650 ch plus puissant est testé sur le deuxième prototype, He 46b. Le troisième et dernier prototype, He 46c, est armé avec une mitrailleuse MG 15 de 7,92 mm servie par l'observateur.

## Service opérationnel
La production en série du He 46 débute en 1933. La première version de série, désignée He 46 C-1, bénéficie de toutes les améliorations des trois prototypes et peut embarquer en plus un appareil photographique ou 200 kg de bombes sous le cockpit arrière.
En 1934, la production atteint presque les 500 exemplaires et en 1936 toutes les unités de reconnaissance de la Luftwaffe sont équipées du He 46. En septembre 1938, 20 exemplaires sont fournis aux forces nationalistes pour la guerre civile espagnole.

## Variantes
He 46apremier prototype biplace équipé avec un moteur en étoile Siemens Jupiter de 450 ch.
He 46bdeuxième prototype monoplace équipé avec un moteur en étoile Bramo SAM 22 B de 650 ch.
He 46ctroisième prototype, basé sur le He 46b, biplace armé d'une mitrailleuse MG 15 de 7,92 mm en défense
He 46C-1version de série, basée sur le He 46c, pouvant embarquer 200 kg de bombes ou un appareil photo sous le cockpit arrière.
He 46C-2version destinée à l'export (Bulgarie), basée sur le He 46C-1 mais avec un capot NACA permettant de gagner en vitesse (+ 25 km/h) mais de maintenance difficile. 18 appareils construits.
He 46D-0six appareils de pré-production apportant quelques changements par rapport au He 46C-1.
He 46E-1version avec un capot moteur NACA. 1 seul exemplaire construit.
He 46E-2version destinée à l'export (Bulgarie), basée sur le He 46E-1.
He 46E-3
He 46F-1version de série pour un appareil d'observation et d'entraînement désarmé équipé avec un moteur Armstrong Siddeley Panther (en) de 560 ch et un capot NACA.
He 46F-2version de série pour un appareil d'observation et d'entraînement désarmé équipé avec un moteur Armstrong Siddeley Panther (en) de 560 ch et un capot NACA.

## Pays utilisateurs
Bulgarie
Force aérienne bulgare
 Allemagne
Luftwaffe
 Hongrie
Force aérienne de Hongrie
 Espagne
Ejército del Aire

### Développement lié
- Heinkel He 45

### Aéronefs comparables
Lublin R-XIII
 RWD-14 Czapla
 Polikarpov Po-2
 Westland Lysander
 Allemagne Henschel Hs 126
 Douglas O-43 (en)

## Sources et références

### Liens web
- (de) Fiche du Heinkel He 46 sur le site Luftarchiv.de
- (en) Fiche du Heinkel He 46 sur le site Aviastar.org
- (en) Fiche du Heinkel He 46 sur le site Warbirdsresourcegroup.org
- (ru) Fiche du Heinkel He 46 sur le site Airwar.ru
- (es) Article sur la réalisation d'un modèle réduit de He 46C Pava, aux couleurs de la Legion Condor (1938)